# Мейер, Александр Александрович
Алекса́ндр Алекса́ндрович Ме́йер (10 сентября 1874, Одесса — 19 июня 1939, Ленинград) — русский религиозный мыслитель, философ религии, публицист и педагог.

## Биография
Сын преподавателя древних языков, инспектора одной из одесских мужских гимназий. В 1894 году окончил 3-ю одесскую гимназию и поступил на историко-филологический факультет Новороссийского университета. Увлёкся марксизмом, в июне 1895 года был арестован за пропаганду среди рабочих. Проведя полгода в предварительном заключении, Мейер был отправлен в административную ссылку в Шенкурск Архангельской губернии. Вернувшись в 1902 году в Одессу, вновь поступил в Новороссийский университет, возобновил революционную работу и был выслан из Одессы. Некоторое время жил в Баку, где организовал ряд рабочих кружков и попытался издавать марксистскую газету, за что и был арестован во второй раз. В 1904 году Мейер выслан из Баку в Туркестан. В Ташкенте сотрудничал в газете «Русский Туркестан», выступал на митингах, читал лекции. В 1905-1906 годах дважды арестовывался, сбежал из ташкентской тюрьмы с помощью местных железнодорожников. Непродолжительное время он полулегально жил в Финляндии, а в конце 1906 года поселился в Петербурге, где стал лектором в Обществе народных университетов и преподавателем на Общественно-юридических курсах при этом Обществе.
В 1906-1908 годах отошёл от непосредственного участия в революционном движении, сблизился с литературной средой столицы и попытался философски осмыслить феномены революции и революционного сознания. В 1907 году Мейер помещает две статьи в «Факелах», сборнике так называемых «мистических анархистов»: «Бакунин и Маркс» и «Прошлое и настоящее анархизма» (под псевдонимом А. Ветров), в которых критикует марксизм с анархистских позиций, прославляет как высшие ценности абсолютную свободу и бунт, противопоставляет общественно-полезному труду свободу от труда, творческий порыв, игру.
Дальнейшая эволюция приводит Мейера к религии, к варианту «нового религиозного сознания». Сходство идейных установок способствует сближению Мейера с Мережковскими. Впоследствии 3. Н. Гиппиус охарактеризовала его как «нашего нового друга, человека очень интересного». Мейер становится активным членом Петербургского религиозно-философского общества, организует так называемую «христианскую секцию».
В Императорскую публичную библиотеку Мейер поступил 1 декабря 1909 года в качестве вольно трудящегося в Отделение «Россика». С 20 мая 1918 года работал младшим помощником библиотекаря низшего оклада, с 1 июля 1919 года — старшим помощником библиотекаря, а с 23 июня 1924 года и вплоть до своего ареста в 1928 году — библиотекарем. Некоторое время исполнял обязанности заведующего Отделением «Россика». Службе Мейера в Отделении немало способствовало знание многих иностранных языков: немецкого, английского, французского, итальянского, испанского, голландского, польского, латинского и греческого. Мейер работал над составлением систематического каталога «Россики» и был автором проекта реорганизации этого каталога. Уже в советское время он составил «Библиографию иностранных изданий по истории революционных движений в России» (окончена в 1923 году, не издавалась). В Петербурге Мейер близко знакомится с работавшими там Г. П. Федотовым и Н. П. Анциферовым.
В 1910 году Мейер был допущен к преподаванию философских предметов в Вольной школе П. Ф. Лесгафта. Выступал также с платными публичными лекциями, сбор от которых шёл в пользу рабочих клубов. В период между Февральской и Октябрьской революциями Мейер вёл активную пропагандистскую работу. В трёх вышедших тогда политических брошюрах он высказывался за доверие к Временному правительству, за продолжение войны и созыв Учредительного собрания. В августе 1917 года на Всероссийском поместном церковном соборе Мейер представлял Петроградское религиозно-философское общество.
С 1918 года Мейер возобновил педагогическую деятельность. Его пригласили на Высшие естественно-научные курсы имени П. Ф. Лесгафта, где он, получив звание профессора, занимал должность учёного секретаря и создал кафедру эстетики движения. Преподавал также в Институте живого слова. Был одним из членов-учредителей «Вольной философской ассоциации» (Вольфилы).

## «Воскресение»
В декабре 1917 года Мейер вместе с К. А. Половцевой организовал домашний религиозно-философский кружок «Воскресение», продолжавший в новых условиях традиции Религиозно-философского общества. Ядром его были Мейер, Половцева, Н. В. Пигулевская, Г. В. Пигулевский, Г. П. Федотов, Н. П. Анциферов. Кружок собирался раз в две недели, по воскресеньям, в доходном доме Копец на Малом Проспекте Петроградской стороны. На его заседаниях бывали художник К. С. Петров-Водкин, пианистка М. В. Юдина, литературовед Л. Пумпянский, также сёстры Т. Н. и Н. Н. Гиппиус, Н. В. Спицын.
К кружку примыкали некоторые участники Александро — Невского братства, в том числе отец Гурий (Егоров).
Фактическим органом кружка стал издаваемый Г. П. Федотовым журнал «Свободные голоса» (1918 год, вышли 2 номера).
11 декабря 1928 года Мейер и большинство членов кружка были арестованы по обвинению в создании контрреволюционной организации «Воскресение», а также в участии в ряде других кружков. В конце весны 1929 г. он был приговорён к расстрелу, однако его жене Прасковье Васильевне Мейер (Тыченко, 1872—1942) удалось предотвратить казнь. Использовав своё дореволюционное знакомство со Сталиным и Енукидзе, она сумела добиться ходатайства ЦИК о замене расстрела десятью годами заключения на Соловках. В Соловецких лагерях работал в «Криминологическом кабинете», в 1930 году был этапирован в Ленинград на следствие по так называемому «академическому делу», а затем был отправлен на строительство Беломорско-Балтийского канала. Пройдя спецкурсы, работал техником-гидрологом.
Освободившись «по зачётам» в начале 1935 с запрещением жить в 12 городах, продолжал работать по этой же специальности, но уже вольнонаёмным, в Дмитрове на строительстве канала «Москва — Волга», где жил вместе с К. А. Половцевой. В 1937 году поселился в Калязине.
Все годы заключения продолжается творческая работа Мейера. В это время им был написан ряд философских работ («Размышления при чтении „Фауста“, „Мысли про себя“).
Весной 1939 года Мейер заболел, был помещён сначала в больницу в Москве, затем был перевезен в больницу имени В. В. Куйбышева в Ленинграде, где и скончался. Похоронен на Волковском лютеранском кладбище в Петербурге.
Дочь — Лидия Александровна Мейер, в замужестве Дмитриева (1901—1995). Сын — Аркадий Александрович Мейер (1902—1970).

## Архивы
Арх. РНБ. Ф. 10/1. Л. д.; ОР РНБ. Ф. 601, д. 1605, 1609-11, 1617, 1619, 1621, 1631

## Иконография
Филос. соч….; Анциферов Н. П. Из дум..; Наше наследие. 1993. № 27.